# یوشیو هارادا
یوشیو هارادا (انگلیسی: Yoshio Harada؛ ۲۹ فوریهٔ ۱۹۴۰ – ۱۹ ژوئیهٔ ۲۰۱۱) هنرپیشه اهل ژاپن بود. وی بین سال‌های ۱۹۶۸ تا ۲۰۱۱ میلادی فعالیت می‌کرد. از فیلم‌هایی که وی در آن نقش داشته است، می‌توان به دورورو اشاره کرد.